# Eliya gibbosa
Eliya gibbosa är en insektsart som beskrevs av Henry, G.M. 1933. Eliya gibbosa ingår i släktet Eliya och familjen gräshoppor. Inga underarter finns listade i Catalogue of Life.